# 埔寨镇
埔寨镇，是中华人民共和国广东省梅州市丰顺县下辖的一个乡镇级行政单位。
2008年11月，埔寨镇被国家文化部授予“中国民间文化艺术之乡”称号。

## 行政区划
埔寨镇下辖以下地区：
埔龙社区、埔南村、埔北村、塔下村、茅园村、万安村、横坑村、学枫村、采芝村和埔西村。

## 中国传统村落
- 2012年12月，埔北村被评为首批“中国传统村落”。
- 2013年8月，埔南村被评为第二批中国传统村落。